# روث باتريك
روث باتريك (بالإنجليزية: Ruth Patrick)‏ (و. 1907 – 2013 م) هي limnologist، وعالمة نبات، من الولايات المتحدة الأمريكية، ولدت في توبيكا، كانساس، كانت عضوةً في الأكاديمية الوطنية للعلوم، والأكاديمية الأمريكية للفنون والعلوم، توفيت عن عمر يناهز 106 عاماً.

## التعليم
تعلمت في جامعة فرجينيا.

## جوائز
حصلت على جوائز منها:
- جائزة تايلور للإنجاز البيئي
- قاعة الشهرة الوطنية للمرأة
- قلادة العلوم الوطنية الأمريكية.